# Hakan Balta
Hakan Balta (n. 23 martie 1983, Berlin, Germania) este un fotbalist turc care evoluează în prezent, pe postul de fundaș stânga, la Galatasaray Istanbul și la echipa națională de fotbal a Turciei.

## Cariera
Născut la Berlin, în Germania, din părinți turci, Hakan Balta a început să joace fotbal la echipele de juniori ale clubului Hertha Berlin, cel mai titrat club din capitala Germaniei. După ce a jucat câțiva ani la grupele de copii și juniori ale Herthei, Hakan a plecat în țara sa natală, Turcia, unde a ajuns la tineretul clubului Manisaspor.
În 2005, a debutat pentru formația sa de club, care a promovat chiar în anul în care fotbalistul turc și-a început cariera de fotbalist profesionist. În septembrie 2007, după ce a evoluat în 69 de partide pentru Manisaspor și a marcat 11 goluri, a fost cumpărat de Galatasaray, în schimbul său fiind cedat Ferhat Oztorun și împrumutați alți doi fotbaliști, Aydin Yilmaz și Anil Karaer. La primul sezon fără Hakan Balta în lot de la promovarea echipei, Manisaspor a retrogradat din Turkcell Super League.
A debutat la națională tot în 2007, iar primul său gol pentru echipa națională a Turciei l-a marcat în 2008, într-un amical împotriva Slovaciei.
La finalul sezonului 2007-2008, Hakan Balta a câștigat primul titlu de campion al Turciei alături de Galatasaray. În ultimul meci al sezonului, a marcat un gol spectaculos împotriva celor de la Genclerbirligi Oftașspor, care a adus practic titlul în curtea Galatei.
În vara anului 2008, Hakan Balta a fost convocat la naționala Turciei pentru Campionatul European de Fotbal 2008. A ajuns alături de Turcia până în semifinale, unde Turcia a fost eliminată de echipa națională de fotbal a Germaniei.

## Statistici
La 24 mai 2012.

### Club
| Club           | Sezon         | Ligă    | Ligă   | Cupă    | Cupă   | Cupa Ligii | Cupa Ligii | Europa  | Europa | Total   | Total  |
| Club           | Sezon         | Meciuri | Goluri | Meciuri | Goluri | Meciuri    | Goluri     | Meciuri | Goluri | Meciuri | Goluri |
| -------------- | ------------- | ------- | ------ | ------- | ------ | ---------- | ---------- | ------- | ------ | ------- | ------ |
| Manisaspor     | 2003–04       | 26      | 5      | 3       | 0      | -          | -          | -       | -      | 29      | 5      |
| Manisaspor     | 2004–05       | 27      | 5      | 0       | 0      | -          | -          | -       | -      | 27      | 5      |
| Manisaspor     | 2005–06       | 31      | 3      | 1       | 0      | -          | -          | -       | -      | 32      | 3      |
| Manisaspor     | 2006–07       | 28      | 4      | 7       | 2      | -          | -          | -       | -      | 35      | 6      |
| Manisaspor     | 2007–08       | 4       | 2      | 0       | 0      | -          | -          | -       | -      | 4       | 2      |
| Manisaspor     | Total         | 116     | 19     | 11      | 2      | 0          | 0          | 0       | 0      | 127     | 21     |
| Galatasaray SK | 2007–08       | 27      | 3      | 4       | 0      | 1          | 0          | 1       | 0      | 33      | 3      |
| Galatasaray SK | 2008–09       | 28      | 1      | 6       | 0      | -          | -          | 8       | 0      | 42      | 1      |
| Galatasaray SK | 2009–10       | 25      | 1      | 3       | 0      | -          | -          | 8       | 1      | 36      | 2      |
| Galatasaray SK | 2010–11       | 20      | 1      | 4       | 0      | -          | -          | 4       | 0      | 28      | 1      |
| Galatasaray SK | 2011–12       | 37      | 1      | 1       | 0      | -          | -          | -       | -      | 38      | 1      |
| Galatasaray SK | 2012–13       | 14      | 1      | 0       | 0      | 1          | 0          | 1       | 0      | 16      | 1      |
| Galatasaray SK | Total         | 151     | 8      | 18      | 0      | 2          | 0          | 22      | 1      | 193     | 9      |
| Total carieră  | Total carieră | 259     | 26     | 28      | 2      | 2          | 0          | 22      | 1      | 312     | 30     |

### Meciuri la națională
| Turcia | Turcia  | Turcia |
| An     | Meciuri | Goluri |
| ------ | ------- | ------ |
| 2006   | 1       | 0      |
| 2007   | 2       | 0      |
| 2008   | 14      | 1      |
| 2009   | 7       | 0      |
| 2010   | 3       | 0      |
| 2011   | 7       | 1      |
| 2012   | 0       | 0      |
| Total  | 34      | 2      |

### Goluri la națională
| #  | Dată             | Stadion             | Adversar | Scor | Rezultat | Competiție           |
| -- | ---------------- | ------------------- | -------- | ---- | -------- | -------------------- |
| 1. | 20 mai 2008      | Bielefeld, Germania | Slovacia | 1–0  | 1–0      | Amical               |
| 2. | 7 octombrie 2011 | Istanbul, Turcia    | Germania | 1–2  | 1–3      | Calificări EURO 2012 |

## Titluri
Galatasaray
- Süper Lig (3): 2007–08, 2011–12, 2012–13
- Süper Kupa (3): 2008, 2012, 2013